# Ковырева, Виктория Даньяровна
Виктория Даньяровна Ковырева (род. 17 декабря 1975, Алма-Ата) — казахстанская легкоатлетка, специализирующаяся в беге на короткие дистанции. Бронзовый призёр Азиатских игр 2002 года. Бронзовый призёр Восточноазиатских игр 2001 года. Участница Олимпийских игр 2000 и 2004 годов. Шестикратная чемпионка Казахстана (2002—2004). Чемпионка Казахстана в помещении (2004).

## Биография
Родилась 17 декабря 1975 года в Алма-Ате.
В 2000 году участвовала в Олимпийских играх в Сиднее в беге на 100 метров.
В 2004 году участвовала в Олимпийских играх в Афинах в беге на 100 метров.
Серебряный призёр соревнований «Все звёзды Азии» 2004 года.